# LUPIN THE IIIRD 次元大介の墓標
『LUPIN THE IIIRD 次元大介の墓標』（ルパン ザ サード じげんだいすけのぼひょう）は、モンキー・パンチ原作のアニメ『ルパン三世』のスピンオフ『LUPIN THE IIIRDシリーズ』第1作。キャッチコピーは、「あばよ、次元」。ルパン三世の劇場用アニメでは初めて、PG12のレイティングが適用された。

## 概要
前作TVシリーズ『LUPIN the Third -峰不二子という女-』のキャラクターデザイン・作画監督であった小池健が監督を務め、設定を受け継いで新たにOVAシリーズ『LUPIN THE IIIRD』として発進したシリーズ第1作。
ルパン三世の映画が製作されるのは、単独では1996年公開の『ルパン三世 DEAD OR ALIVE』以来18年ぶりで、2013年公開の『名探偵コナン』とコラボした『ルパン三世VS名探偵コナン THE MOVIE』から約半年後の公開作品となっている。ただし、この作品はOVAとして制作された作品であり、期間限定の特別上映であるため、上映館数は『ルパン三世 風魔一族の陰謀』以下の少数に限定されている、同じ形式で『峰不二子の嘘』まで続くことになる。上映は2014年6月21日から6月27日までの一週間、新宿バルト9の単独で開始され、同年7月以降全国主要都市の映画館で限定公開された。
60分枠の中編作品だが、30分×2の前後編形式で構成されており、レンタルDVDや配信動画では2部で販売または配信が行われている。以降の作品もこのフォーマットを踏襲している。

## あらすじ
東西に分断されている西ドロアと東ドロアは、7日前に西ドロアで発生した、東ドロアの歌姫クイーン＝マルタ暗殺事件の影響で一触即発の状態になっていた。そんな中、コンビを組んだルパンと次元は、東ドロアからマランダ共和国に譲渡された秘宝「リトルコメット」を盗むため、東ドロアにあるマランダ共和国大使館に潜入する。首尾よく「リトルコメット」を盗んだルパンだったが、直後に東ドロア警察が大使館に駆け付け、ルパンと次元は街中に逃げ込む。しかし、そこで次元が狙撃され、続けてルパンも撃たれてしまう。
アジトに逃げ込んだルパンと次元は、摘出した弾丸がクイーン＝マルタ暗殺に使用された弾丸と同じものだと気付き、次元は郊外の墓地に向かう。そこには次元の墓が用意されており、次元は狙撃手の正体が、ターゲットの墓を事前に用意するヤエル奥崎という殺し屋だと知る。次元は、自分がボディーガードをしていたクイーン＝マルタの復讐を決意し、ヤエル奥崎のアジトに向かう。協力を拒まれたルパンは独自にヤエル奥崎のアジトを突き止め、アジトに到着していた次元と共に乗り込む。しかし、そこにヤエル奥崎の姿はなく、部屋のモニターには不二子の姿が写っていた。不二子は機密書類「カラミティファイル」を狙って潜入したクラブ・ロンドのオーナーに捕まっていた。助けに行こうとするルパンの前にヤエル奥崎が現れ、次元は一騎討ちを挑むが敗れてしまう。ルパンは次元を連れて埠頭に逃げ込むが、次元はヤエル奥崎に狙撃されてしまう。
オーナーに捕まった不二子はクラブ・ロンドで見世物にされるが、そこに現れたルパンに助け出され脱出する。ルパンは不二子が盗み出した「カラミティファイル」を見ると、そこにはクイーン＝マルタや次元など、東ドロア政府がヤエル奥崎に命令した暗殺対象者のリストが書かれていた。東ドロア政府は自国に不利益となる他国のスパイや政財界の要人をヤエル奥崎を雇って秘密裏に暗殺しており、「カラミティファイル」はその暗殺指令書であった。ルパンが不二子を連れて墓地に向かうと、そこには新たにルパンと不二子の墓が用意されていた。
翌朝、海沿いのカフェに姿を現したルパンを遠方の塔から狙撃するヤエル奥崎だったが、銃弾は外れ、ヤエル奥崎は背後から狙撃される。ヤエル奥崎を狙撃したのは、射殺されたと偽装していた次元であり、ルパンはマイクを通してヤエル奥崎の狙撃トリックを暴く。次元は決着を着けるためヤエル奥崎の前に現れ、二人の決着を見届けるためにルパンも塔へと向かう。一騎討ちでヤエル奥崎を破った次元は、重傷を負ったヤエル奥崎にはとどめを刺さず、クイーン＝マルタ暗殺に関する「カラミティファイル」の内容をマスコミにリークし、ルパンと共に東ドロアを後にした。
一方、自国によるクイーン＝マルタ暗殺が露見した上に「リトルコメット」を引き替えとしたマランダ共和国とのウラン濃縮設備の裏取引まで発覚した東ドロアに対し、世界各国が軍事介入を決定したという内容のニュースを聞きながら、薄灰色の肌にカールを巻いた頭髪の小柄な老紳士が東ドロアを去るルパンたちを監視カメラの映像で見届けていた。老紳士はルパンたちを見ながら「禁断の果実を口にしたな」という言葉を口にする。それからしばらく経った雨の日、ヤエル奥崎が暗殺予告代わりに用意していたルパンと次元、そして不二子の墓標が銭形警部に発見され、それを見た銭形が「忙しくなりそうだ」と呟くシーンで物語は幕を下ろす。

## 登場人物

### メインキャラクター
ルパン三世（ルパンさんせい）
声 -  栗田貫一
本作の主人公。怪盗ルパンことアルセーヌ・ルパンの孫で、世界的な大怪盗かつ変装の達人。
次元 大介（じげん だいすけ）
声 - 小林清志
本作のキーパーソン。コンバットマグナムを使う拳銃の名手。
峰 不二子（みね ふじこ）
声 - 沢城みゆき
ルパンとは付かず離れずで、利用したり裏切ったりすることも多い。
銭形 幸一（ぜにがた こういち）
声 - 山寺宏一
ルパン三世専任捜査官で、階級は警部。
他の作品においてはICPOの捜査官となっているが、今作から続く「LUPIN THE IIIRDシリーズ」においては、公安所属であることが続編にあたる『LUPIN THE IIIRD 血煙の石川五ェ門』にて判明する。
マモー
声 - 尾花かんじ
世界一の謎の大富豪「ハワード・ロックウッド」として、鉄鉱、造船、運輸、報道の多国籍企業によって世界の富の3分の1を支配するが、その正体はクローン技術で己自身を生み出し続け、1万年の歴史を影から動かしてきたと自称する天才科学者。
劇場版第1作『ルパンVS複製人間』に登場するルパン最大の敵で、本作ではラストシーンにのみ登場。
監視カメラからルパンたちを見届けており「禁断の果実を口にしたな」と言う不可解なメッセージを残している。

### ゲストキャラクター
クイーン＝マルタ
声 - 皆瀬まりか / Beverly Staunton（歌）
東ドロアの歌姫。年齢は20代後半。
次元をボディガードとして雇っていた。東西ドロアの緊張を解くため、西ドロアでのコンサートを開催するが、そこでヤエル奥崎に暗殺される。
ヤエル奥崎（ヤエルおくざき）
声 - 広瀬彰勇
次元を狙い、東ドロア政府に雇われているプロの殺し屋。
「ターゲットの墓を事前に用意する」「暗殺に使用する弾丸数をサイコロの目で決める」など独自のこだわりを持つ。狙撃能力は一流で、早撃ちにおいても一度は次元を敗退に追い込む程の腕前の持ち主。手先が器用であり、使用する狙撃銃や拳銃は全て手製で、徹底した軽量化が施されている。プラダの白いスーツを愛用し、普段はサングラスをかけているが、素顔は右目に眼帯を着用している。実は右目には街中に仕掛けられた監視カメラの映像が網膜に映し出されるように細工がしてあり、そのため物陰から出てくる対象者の狙撃が可能であった。
容姿のモデルはカール・ラガーフェルド。
ピエル・マキャベリ
声 - 及川ナオキ
大使館員
声 - 家中宏
マランダ共和国大使
声 - 高岡瓶々
ロンドのオーナー
声 - 髙階俊嗣
係員
声 - 竹本和正
新人警官
声 - 星野健一
コンサート会場・女性客
声 - 長尾明希
カフェのウェイター
声 - 長谷川敦央
ピアノマン
声 - 藤巻大悟

## スタッフ
- 原作 - モンキー・パンチ[6]
- 企画 - 加藤州平[6]、加藤良太[6]
- 監督・演出・キャラクターデザイン・メカニックデザイン・作画監督 - 小池健[6]
- 脚本 - 高橋悠也[6]
- クリエイティブ・アドバイサー - 石井克人[6]
- 音楽 - ジェイムス下地[6]
- 美術監督 - 田村せいき[6]
- ビジュアルコーディネーター - 斎藤裕子[6]
- 色彩設計 - 茂木孝浩[6]
- プロップデザイン・キャラクターデザイン協力 - 森山洋、箕輪豊、新妻大輔
- タイトルデザイン - 関口修男[6]
- デザインワークス - 山下敏幸[6]
- 音響監督 - 清水洋史[6]
- 音響効果 - 徳永義明[6]
- 録音調整 - 丸井庸男
- 撮影監督 - 田沢二郎
- 編集 - 笠原義宏[6]
- プロデューサー - 浄園祐[6]
- アニメーション制作 - テレコム・アニメーションフィルム[6]
- 製作・著作・配給 - トムス・エンタテインメント[6]

## 主題歌
EDテーマ曲「Revolver Fires」
歌 - Gary Stockdale / 作曲 - ジェイムス下地 / 作詞 - 岩崎工
挿入歌「My Dream」
歌 - Beverly Staunton / 作曲 - ジェイムス下地 / 作詞 - Kitty Brown

## 制作
企画段階でのタイトルは「単眼の狙撃手」だったが、「次元大介をタイトルに据えた方が良い」という意見を採用し、現在のタイトルに変更された。
物語は次元大介に視点を置き、ルパン三世と相棒になるまでを描いており、原作漫画の劇画調を意識したハードボイルドな作風になっている。一方で、キャラクターデザインは従来のものとは異なり、ルパンは青のジャケットに黒のシャツと明るい赤のネクタイ、次元は緑のスーツに暗めの赤のシャツに黄色のネクタイというカラーリングになっている。これについて小池は「いまみてもオシャレな感じを出したかった」と語っている。

### 『峰不二子という女』との関連
監督には、『峰不二子という女』でキャラクターデザイン・作画監督を担当した小池健が起用された。プロデューサーの浄園祐は、小池を監督に起用した理由として「小池健のルパンを作るため」と語っており、製作スタジオも前作に引き続きテレコム・アニメーションフィルムが担当、スタッフには前作にも参加した田村せいきや森山洋、茂木孝浩などを起用し、今後のシリーズ化を視野に入れた「小池健のルパン制作チーム」を作ることを意図している。
本作の時代設定は『峰不二子という女』と同じく「1960年代後半から1970年代前半」となっており、「ルパンシリーズ」の時系列上では『ルパン三世 TV第1シリーズ』の前半とされている。当初は石川五ェ門も登場する予定だったが、最終的に登場シーンはカット（ルパンの持つ手帳の写真のみの登場）されている。
この『峰不二子という女』を第1作と誤認する者もいるが、あくまでシリーズ開始のきっかけとなっただけで『峰不二子という女』は『LUPIN THE IIIRDシリーズ』の関係作品という形にとどまっており、ストーリー的なつながりもない。

## 評価
イラストレーターのタッド星谷は本作について「面白かったし、絵も良かったし、満足だった!」とコメントしている。
櫻井翔と岩井勇気は本作を絶賛している。